# Xuejia (köpinghuvudort i Kina, Jiangsu Sheng, lat 31,86, long 119,91)
Xuejia (kinesiska: 薛家, 薛家镇) är en köpinghuvudort i Kina. Den ligger i provinsen Jiangsu, i den östra delen av landet, omkring 110 kilometer öster om provinshuvudstaden Nanjing. Antalet invånare är 56 572. Befolkningen består av 26 384 kvinnor och 30 188 män. Barn under 15 år utgör 11,0 %, vuxna 15-64 år 81 %, och äldre över 65 år 7,0 %.
Runt Xuejia är det mycket tätbefolkat, med 6 472 invånare per kvadratkilometer. Närmaste större samhälle är Changzhou, 10,4 km söder om Xuejia. Trakten runt Xuejia består till största delen av jordbruksmark.
Genomsnittlig årsnederbörd är 1 525 millimeter. Den regnigaste månaden är juli, med i genomsnitt 289 mm nederbörd, och den torraste är januari, med 43 mm nederbörd.